# Clermontia kakeana
Clermontia kakeana är en klockväxtart som beskrevs av Franz Julius Ferdinand Meyen. Clermontia kakeana ingår i släktet Clermontia, och familjen klockväxter. Inga underarter finns listade i Catalogue of Life.

## Bildgalleri

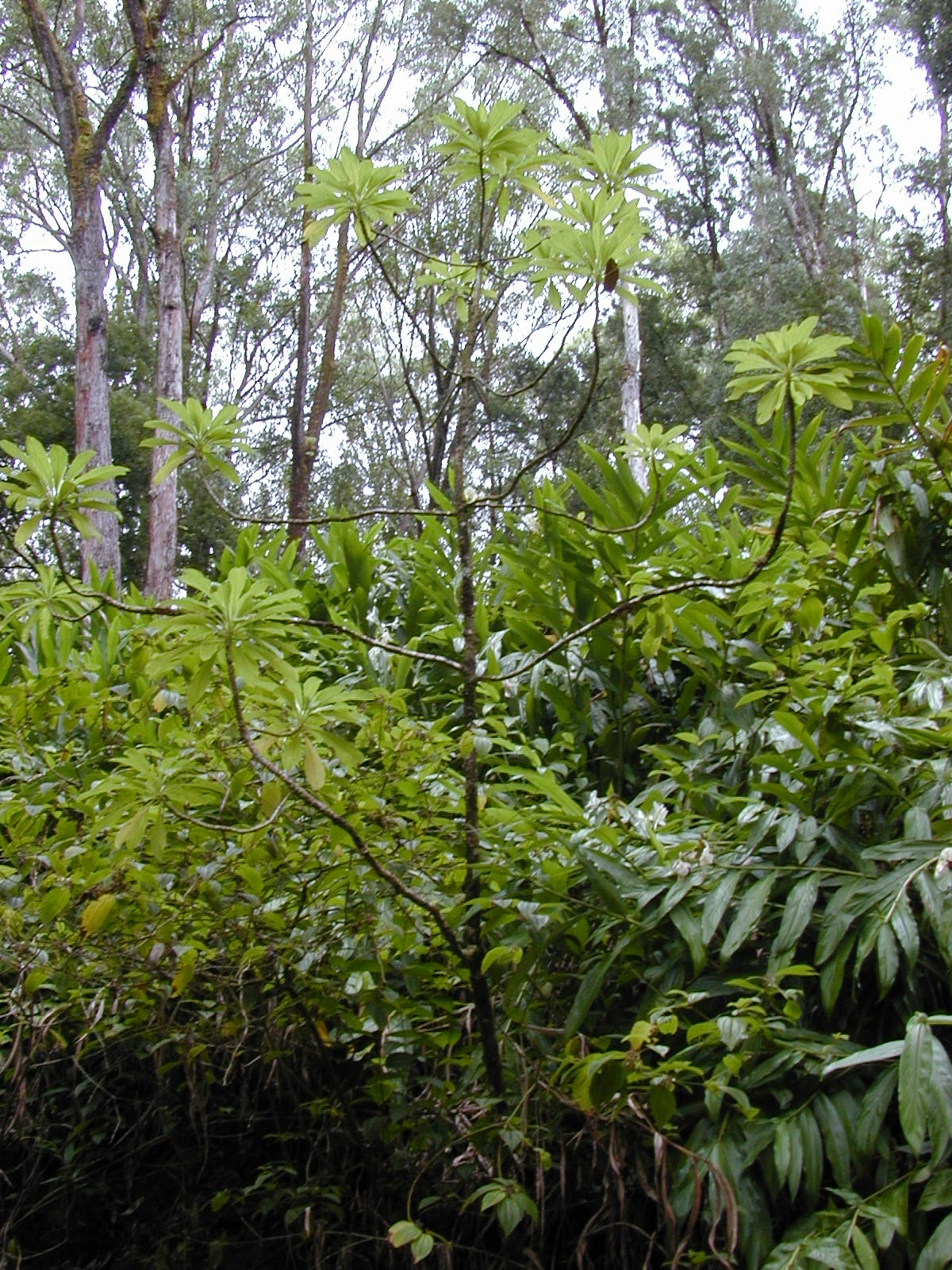
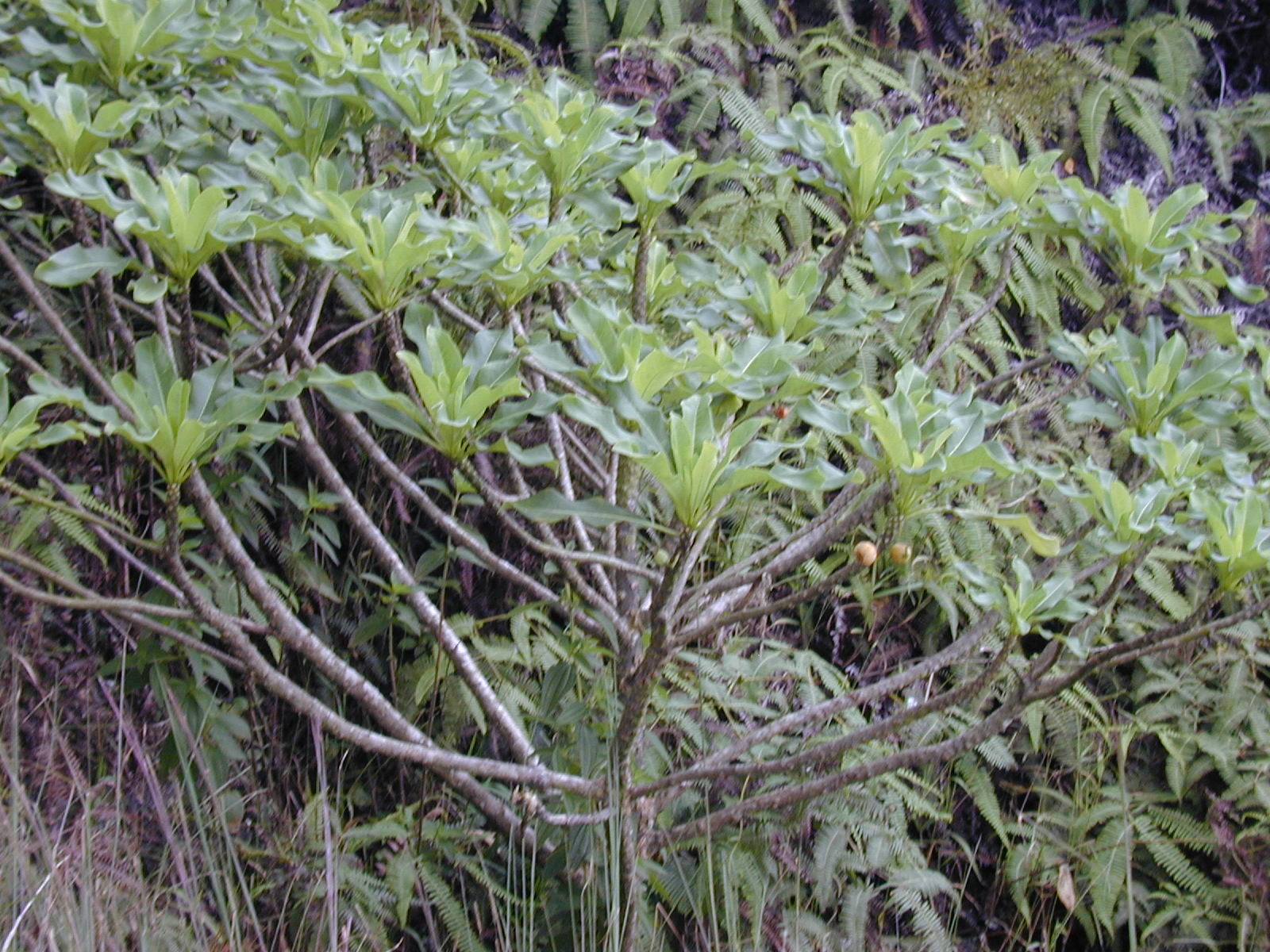
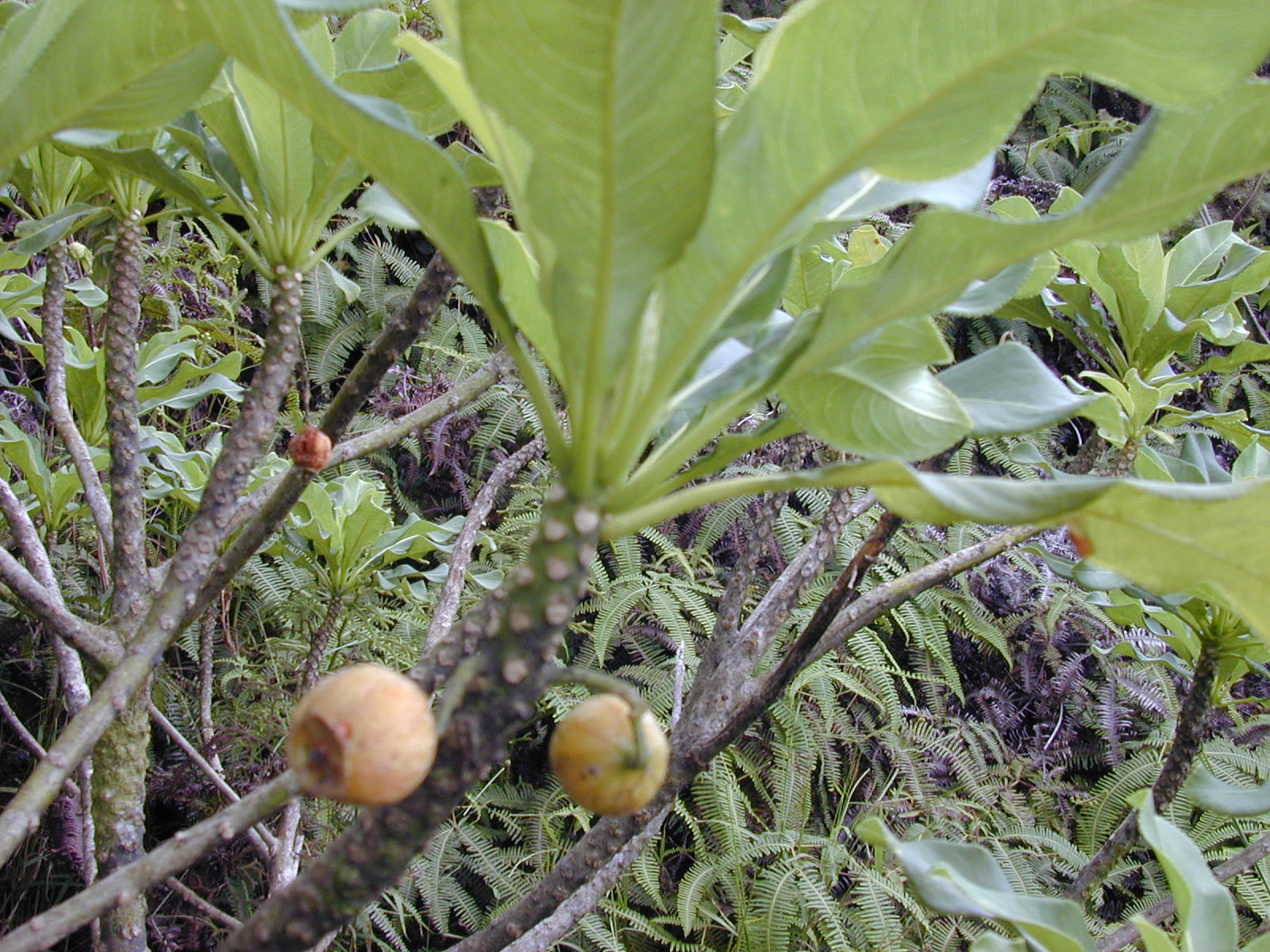
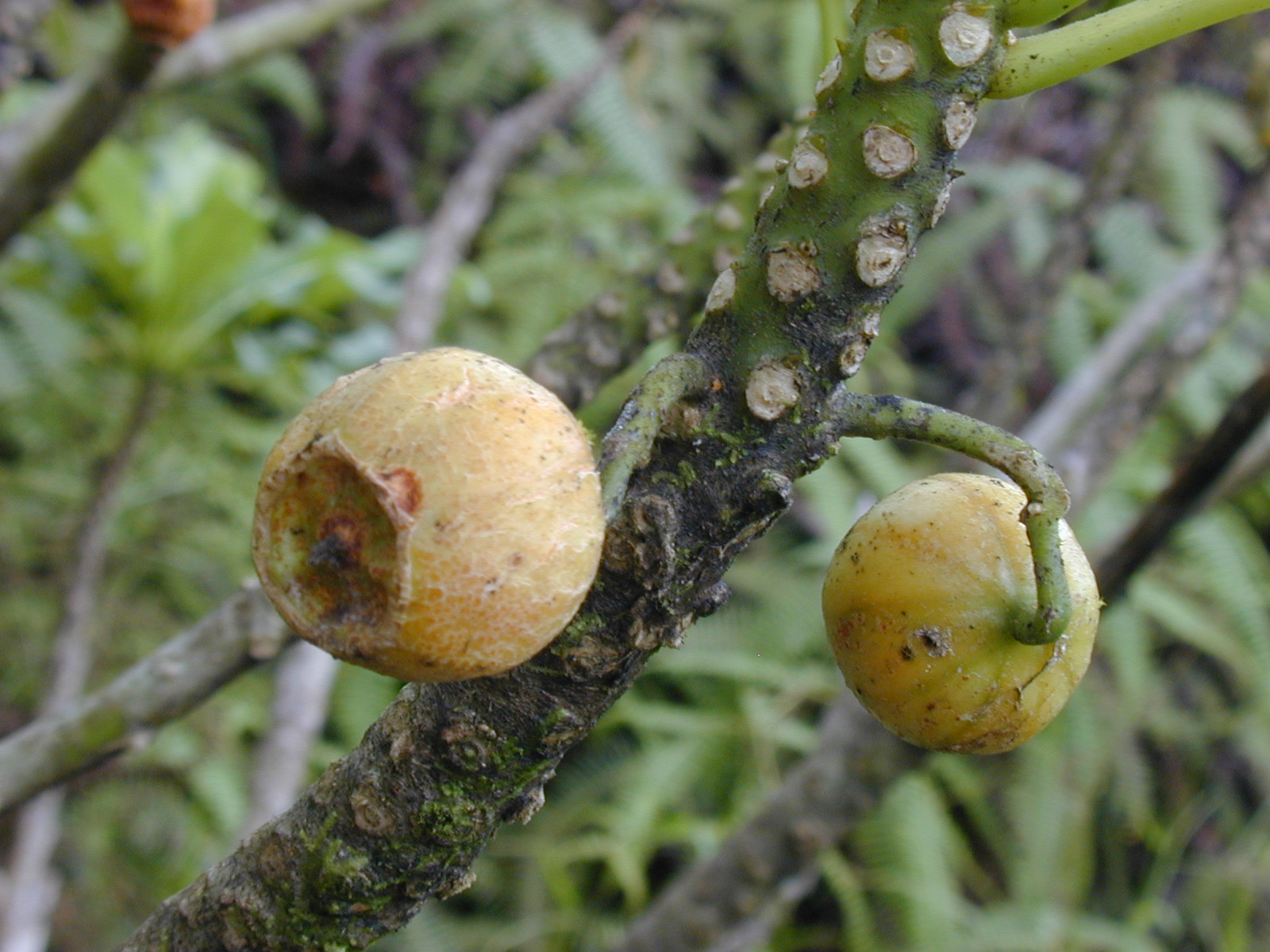
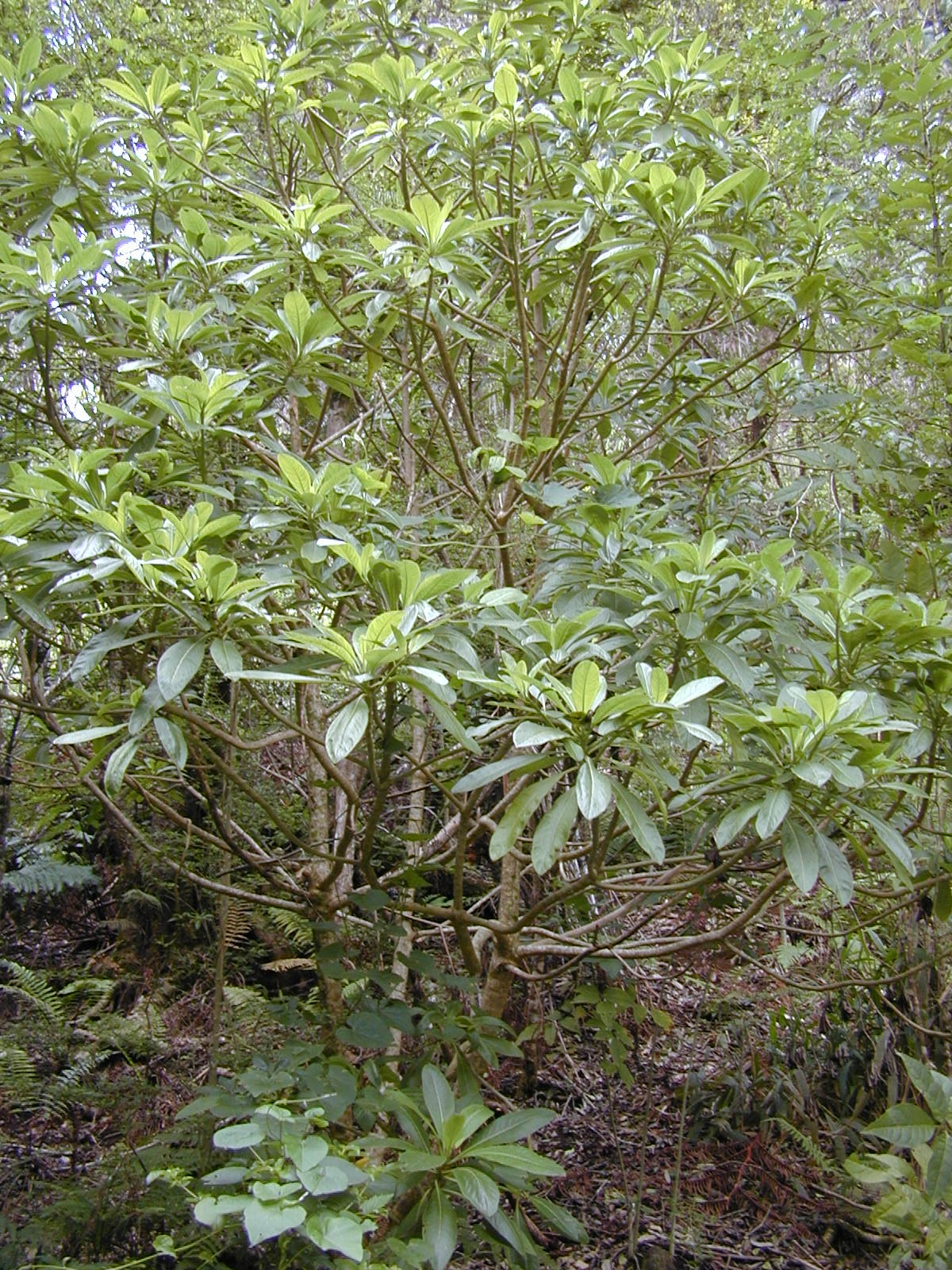
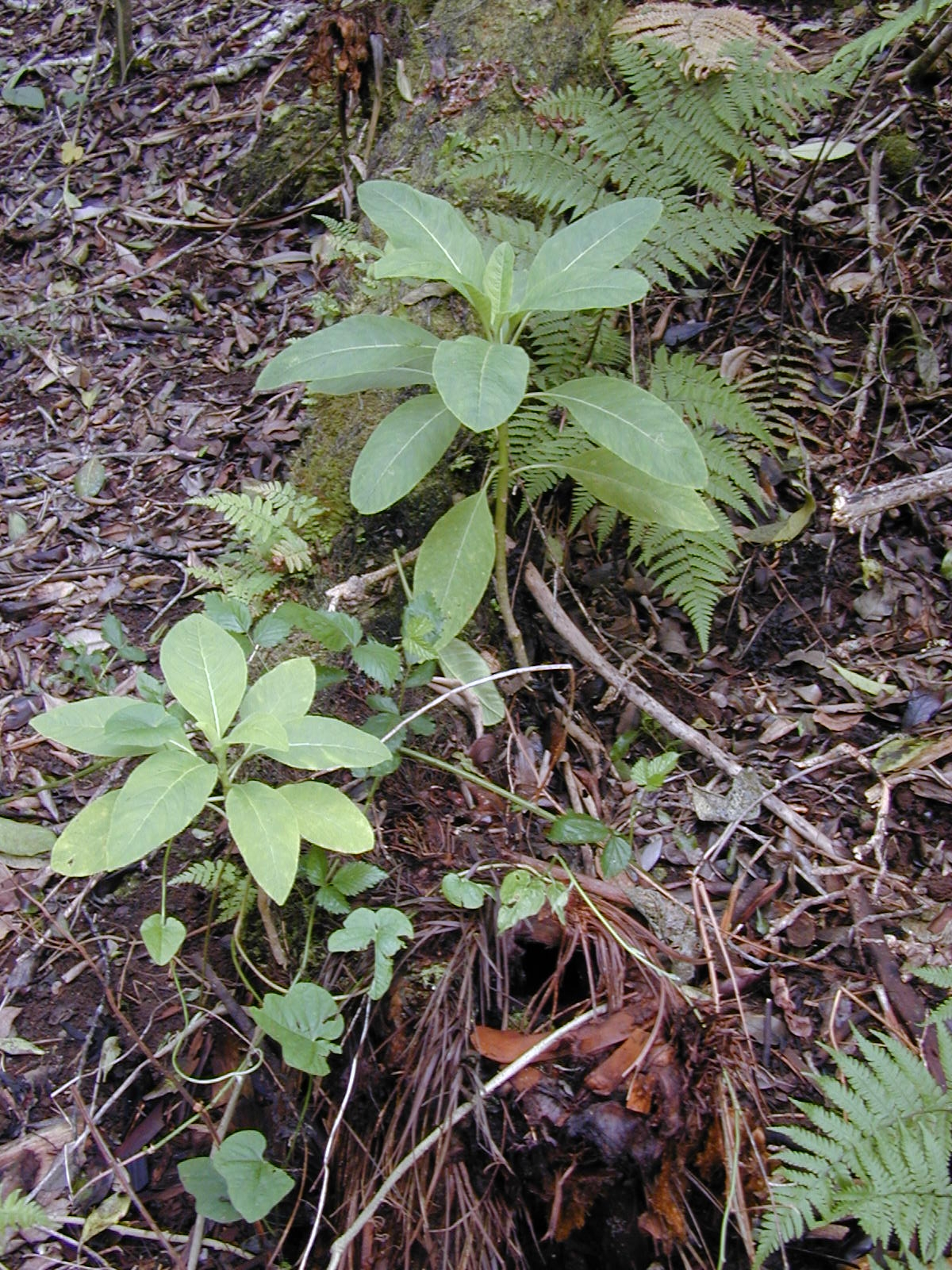